# Розали (Доминика)
Розали — деревня в Доминике. Деревня расположена в округе Сент-Дэвид в северной части залива Розали, на центрально-восточном побережье острова, недалеко от устья реки Розали . 